# 大米粉

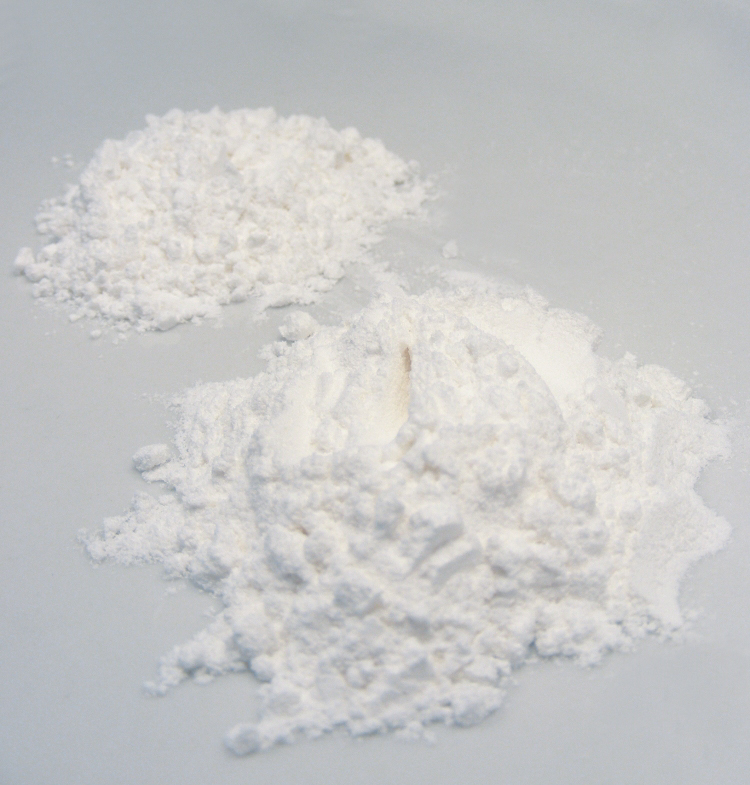
大米粉和糯米粉

大米粉是一种由精磨的大米、白米和糙米制成的穀粉。大米粉是小麦粉的常见替代品。大米粉也是一種增稠剂。大米在磨成粉前，需要先去除稻殼，然后再磨成粉。大米粉也是年糕、果仁蛋白餅、麻糬和某些小圆面包的原料之一。越南等东南亚国家，一般用来做拉面的原材料。 